# Athena (album)
Athena è l'album in studio di debutto della musicista americana Sudan Archives. È stato pubblicato il 1º novembre 2019 sotto la Stones Throw Records.
Il primo singolo estratto dall'album, Confessions, è stato pubblicato il 30 agosto 2019.
Athena è stata accolta con il plauso della critica universale. Metacritic gli ha assegnato una valutazione media ponderata di 83 su 100, sulla base di 15 recensioni di pubblicazioni tradizionali.

## Tracce
1. Did You Know – 3:14
2. Confessions – 2:53
3. Black Vivaldi Sonata – 2:50
4. Down on Me – 4:10
5. Ballet of the Unhatched Twins I – 0:41
6. Green Eyes – 3:41
7. Iceland Moss – 3:30
8. Coming Up – 3:41
9. House of Open Tuning II – 0:38
10. Glorious – 2:27
11. Stuck – 1:08
12. Limitless – 2:55
13. Honey – 3:02
14. Pelicans in the Summer – 3:38